# Empoasca kudlata
Empoasca kudlata är en insektsart som beskrevs av Irena Dworakowska 1981. Empoasca kudlata ingår i släktet Empoasca och familjen dvärgstritar. Inga underarter finns listade i Catalogue of Life.